# 11. херцеговачка пјешадијска бригада
 11. херцеговачка пешадијска бригада била је једна од бригада Херцеговачког корпуса Војске Републике Српске. Бригада је званично основана 19. августа 1994. У садејству са Гатачком бригадом ,истакла се у операцији Лукавац 93.

## Организација
Почетком првих ратних сукоба 1992. настале су бројне оружане јединице српских снага на простору општине Фоча, који нису увек обједињено ратовале.Јединица је настала обједињавањем дотадашњих војних снага на простору општине Фоче: Тактичке групе ”Фоча” (касније Тактича група ”Дрина”), 1. фочанске бригаде (касније 11. херцеговачке лаке пешадијске бригаде) и 2. фочанске бригаде (касније 12. херцеговачке лаке пешадијске бригаде). Бригада је држала фронт дугачак 28,7 км и бранила тло величине 1.280 km². Најжешће борбе је водила у правцу Горажда под контролом Армије Републике Босне и Херцеговине и на превоју Рогој односно планини Трескавици. Од августа 1994. до краја рата, погинуло је 85 бораца. Свеукупно је током рата погинуло 358 бораца из Фоче. До краја рата, бригада је више пута мењала устрој, бројно стање и састав, да би на лето 1994. добила облик који је задржала до краја рата.

## Организација и ратни пут 1992-93.
По плану руководства Српске демократске странке формирано је 8 батаљона према територијалном принципу. Поред бројних сеоских и градских стража, основани су и самостални одреди предвођени харизматичним појединцима, по којима су и добијали имена: ”Ћосини момци” под командом Бранимира Ћосовића, интервентни вод ”Никач”, борбена група ”Лакијеви” под командом Властимира Аврама и други. Током маја, пребачено је значајно артиљеријско наоружање из касарне у Калиновику од које је устројен 89. или 7. самостални артиљеријски дивизион, који је имао и интервенту моторизовану чету.
Команда Херцеговачког корпуса је наредила формирање Тактичке групе ”Фоча” (касније Тактичке групе ”Дрина”) на Видовдан 28. јуна и 1. фочанске бригаде у рејону Превила и 2. фочанске бригаде. У састав Тактичке групе су ушле много самосталне јединице и мешовити артиљеријски дивизион, док су месни батаљони ушли у састав 1. и 2. фочанске бригаде (по 4 у свакој бригади). Први командант Тактичке групе био је пуковник Марко Ковач, док је капетан прве класе Коста Кујунџић преузео команду над 1. фочанском бригадом.
Поред сталних борби са убаченим диверзантским групама Армије Републике Босне и Херцеговине, јединице су успешно сломиле велики напад АРБиХ на Никољдан.

## Организација и ратни пут 1993-94.
Упркос обједињавању борбених дејстава српских снага, руковођење и командовање се није значајно поправило, па је команда Херцеговачког корпуса наредила формирање 11. и 12. херцеговачке лаке пјешадијске бригаде који су наследиле 1. и 2. фочанску бригада, док је Тактичка група преименована у Тактичку групу ”Дрина” и проширена Чајничком лаком пјешадијском бригадом четног састава. Промене су извршене до средине године када 11. и 12. бригада учествују у операцији Лукавац, у којој је заузет превоја Рогој и АРБиХ потиснут са Трескавице и Бјелашнице, чиме су спојене Романија и Херцеговина и окружено Сарајево. У новембру, Тактичку групу напушта Марко Ковач, а команду преузима Мирко Броћета.
Делови 11. и 12. бригаде учествују у операцији Дрина почетком 1994. у нападу на Олово, а потом, током пролећа, у операцији Звезда односно покушају заузимања Горажда.

## Организација и ратни пут 1994-95.
Фочанска бригада је добила коначни облик 1994. године и устројена је према формацији пешадијске бригаде ЈНА.
- Извиђачко-диверзантска чета
- против-диверзантски вод
- Чета војне полиције
- Чета везе
- 1. пешадијски батаљон
- 2. пешадијски батаљон
- 3. пешадијски батаљон
- 4. пешадијски батаљон
- 5. пешадијски батаљон
- 6. радничи батаљон
- Мешовита противоклопна батерија
- Мешовити артиљеријски дивизион
- Лаки бтерија ПВО
- Инжињеријска чета
- Позадински батаљон
- Вод АБХО

| Назив            | Претходна јединица                            | Бројност | Старешина                       |
| ---------------- | --------------------------------------------- | -------- | ------------------------------- |
| Команда 11. хпбр | К-да ТГ Дрина и 11. и 12. хлпбр               | 36       | Ппуковник Новак Паприца         |
| Команда стана    | К-да стана ТГ Дрина и 11. и 12. хлпбр         | 16       | Заставник Бране Добриловић      |
| ИДО чета         | ИДО водови ТГ Дрина и 11. и 12. хлпбр         | 101      | Ппоручник Гојко Јанковић        |
| Чета ВП          | Чета ВП ТГ Дрина и одељење 11. хлпбр          | 48       | Ппоручник Миломир Малиш         |
| Против-див. вод  | Интервентни вод 7. смад                       | 22       | Недељко Вукадиновић             |
| Чета везе        | Чета везе ТГ Дрина и вод везе 11. и 12.хлпбр  | 48       | Старији водник Владан Давидовић |
| 1. пешадијски б. | 1. и делови 4. батаљона 11.хлпбр              | 468      | Ппоручник Перо Дуњић            |
| 2. пешадијски б. | 2. и делови 4. батаљона 11.хлпбр              | 472      | Кап.I класе Коста Кујунџић      |
| 3. пешадијски б. | 3. батаљон 12.хлпбр                           | 448      | Ппоручник Предраг Тривун        |
| 4. пешадијски б. | 1. и делови 3. батаљона 12.хлпбр              | 468      | Ппоручник Љубиша Достић         |
| 5. пешадијски б. | 2. и 4. батаљона 12.хлпбр                     | 471      | Капетан Миливоје Ђајић          |
| 6. пешадијски б. | људство на радној обавези                     | 386      | Ппоручник Радмило Марић         |
| мад              | 7. смад ТГ Дрина                              | 268      | Мајор Неде Радовић              |
| мпоаб            | ПО делови 7.смад/ТГ Дрина                     | 46       | Поручник Драженко Мирић         |
| лаб ПВО          | ларб ПВО/ТГ Дрина                             | 56       | Ненад Елезовић                  |
| Инж. чета        | Пион. вод 11. и 12 и вод ТГ Дрина             | 43       | Пор Неђо Радановић              |
| вод АБХО         | Новоформиран                                  | 23       | Рајко Комленовић                |
| Позадинска база  | Поз. чета ТГ Дрина и поз. вод 11. и 12. хлпбр | 23       | Капетан Ристо Гојановић         |
| СВЕГА: 3671      |                                               |          |                                 |

### Ратовање ван Фоче
Након великих операција Војске Републике Српске у Горњем и Доњем Подрињу током лета 1993. и пролећа 1994, велики део Фочанске бригаде је значајно сузио линију фронта будући да су снаге Армије РБиХ потиснуте на леву обалу реке Дрине. Бригада је, стога, била у могућност да добар део својих јединица пошаље ван граница своје општине.
По формирању бригаде у августу 1994. борбене групе су слане у борбе у општинама Илијаш, Калиновик и Невесиње. Већ током августа и октобра, група од 140 бораца је у два наврата водила борбе на Чемерном код Илијаша, у трајању од 21 дан. Истовремено, у септембру и у октобру је два пута послата чета од 197 бораца на Вележ, Зијемљу и Чичево, у периоду од 17 дана. Током октобра и новембра, Фочаци су се борили на планини Трескавици, у којима је група од 214 бораца провела 24 дана у два наврата.
Почетком последње године рата, 68 бораца је распоређено на планини Старетини у општини Гламоч, у трајању од 15 дана. До краја године, Фочанска бригада је најдуже ратовала на Трескавици; током октобра је послато чак 894 бораца у трајању од 10 дана. Бригада је 1995. ратовала и у околини Требиња, на Борачком језеру и Новом Горажду.

## Наоружање и техника
Бригада није располагала оклопним снагама, али је њен остали арсенал био позамашан.
| - Пушкомитраљез - 54 - Митраљез - 26 - М-80 Зоља - 39 - М-79 Оса - 4 - Минобацач 60 мм - 17 | - Минобацач 82 мм - 14 - Минобацач 120 мм - 7 - Бестрзајни топ 82 - 13 - ПАТ - 18 - Топ Б-1 - 1 | - ЗИС - 4 - Хаубица 105 мм - 10 - Хаубица 152 мм - 2 - Вишецевни бацач ракета - 2 |